# マクロピノソーム
マクロピノソーム（macropinosome）は、マクロ飲作用（マクロピノサイトーシス）の結果として形成される細胞区画の一種である。

## 機能
マクロピノソームは細胞外液からの溶質の取り入れにおいて主に働く。細胞内部ですぐに、マクロピノソームはエンドサイトーシス経路が進行するにつれて、マクロピノソームの内容物が分解されるリソソームと融合するまで、Rab7の発現上昇によって特徴付けられる成熟過程をたどる。

## 制御
PI3Kとイノシトールリン脂質ホスホリパーゼCの活性化は線維芽細胞におけるマクロピノソーム形成に必要であることが示されている。SNXファミリーのメンバーもまたマクロピノソーム形成において重要であることが示されている。逆に、cAMPはマクロピノソームからの逆流を促進することが示されている。

## 発病における役割
マクロ飲作用の過程は非特異的であるため、多くの病原体は標的細胞に感染するためにマクロピノソームをうまく利用する。悲惨なエボラ出血熱の原因であるエボラが一例である。エボラウイルスは標的細胞表面へ結合する際にマクロピノソーム形成を刺激する。腸管出血性大腸菌によって産生される志賀毒素はマクロ飲作用を介して標的細胞へ侵入し、消化器合併症を引き起こすことが明らかにされている。この機構を利用することが明らかにされているその他の病原体にはカポジ肉腫関連ヘルペスウイルスとサルモネラがある。